# Eventi sportivi nel 2021

## Atletica leggera
- 5 - 7 marzo: campionati europei di atletica leggera indoor,  Toruń
- 1º - 2 maggio: World Athletics Relays,  Chorzów
- 1º - 5 giugno: campionati europei di atletica leggera paralimpica,  Bydgoszcz
- 8 - 11 luglio: campionati europei under 23 di atletica leggera,  Bergen
- 10 - 11 luglio: campionati nord-centroamericani e caraibici under 23 di atletica leggera, t.b.a.
- 15 - 18 luglio: campionati europei under 20,  Tallinn
- 16 - 18 luglio: campionati panamericani under 20 di atletica leggera,  Santiago del Cile
- 17 - 22 agosto: campionati del mondo under 20 di atletica leggera,  Nairobi
- 4 - 7 ottobre: campionati nord-centroamericani e caraibici under 18 di atletica leggera, t.b.a.
- 4 - 7 ottobre: campionati asiatici under 18 di atletica leggera,  Al Kuwait

### Eventi rinviati al 2022 e 2025
- Campionati del mondo di atletica leggera 2022,  Eugene[1]
- Campionati del mondo di atletica leggera indoor 2025,  Nanchino (precedentemente previsti dal 19 al 21 marzo 2021)[2][3][4]

## Bob
- 21 novembre 2020 - 14 marzo: Coppa del Mondo di bob 2021
- 5 dicembre 2020 - 21 febbraio: Coppa Europa di bob 2021
- 5 dicembre 2020 - 8 marzo: World Series di monobob femminile 2021
- 9 - 10 gennaio: Campionati europei di bob 2021,  Winterberg
- 15 gennaio - 9 marzo: Coppa Nordamericana di bob 2021
- 22 - 24 gennaio: Campionati mondiali juniores di bob 2021,  Sankt Moritz
- 5 - 14 febbraio: Campionati mondiali di bob 2021,  Altenberg
- 20 - 21 febbraio: Campionati europei juniores di bob 2021,  Schönau am Königssee

## Calcio
- 24 marzo - 6 giugno: campionato europeo di calcio Under-21 2021,  Ungheria e  Slovenia
- 11 giugno - 11 luglio: Campionato europeo di calcio 2020,  Europa (in 11 nazioni)
- 11 giugno - 11 luglio: Copa América 2021,  Brasile
- 10 luglio - 1 agosto: CONCACAF Gold Cup 2021,  Stati Uniti

### Eventi rinviati al 2022
- 9 gennaio - 6 febbraio: Coppa delle nazioni africane 2021,  Camerun

## Calcio a 5
- 11 - 14 febbraio: UEFA Women's Futsal Championship 2021 (Final four)
- 12 settembre - 3 ottobre: FIFA Futsal World Cup 2020,  Lituania

## Football americano
- Campionato europeo B di football americano 2019-2021

## Hockey su ghiaccio
- 6 ottobre 2020 - 9 febbraio 2021: Champions Hockey League 2020-2021
- 16 ottobre 2020 - 10 gennaio 2021: IIHF Continental Cup 2020-2021

## Pallacanestro
- 30 settembre 2020 - 14 marzo 2021: Eurocup 2020-2021

## Pallamano
- 14 - 31 gennaio: campionato mondiale maschile di pallamano 2021,  Egitto

## Pallavolo
- 1 - 19 settembre: Campionato europeo maschile di pallavolo 2021,  Rep. Ceca,  Estonia,  Finlandia e  Polonia
- 18 agosto - 4 settembre: Campionato europeo femminile di pallavolo 2021,  Bulgaria,  Croazia,  Romania e  Serbia

## Rugby a 15

### Eventi rinviati al 2022
- Coppa del Mondo di rugby femminile 2021,  Nuova Zelanda (inizialmente prevista dal 18 settembre al 16 ottobre 2021)

## Scacchi
- 10 luglio - 4 agosto: Coppa del Mondo di scacchi femminile 2021,  Soči
- 10 luglio - 8 agosto: Coppa del Mondo di scacchi 2021,  Soči
- 9 agosto - 20 agosto: Campionato europeo femminile di scacchi 2021,  Iași
- 26 agosto - 5 settembre: Campionato europeo di scacchi 2021,  Reykjavík
- 24 novembre - 16 dicembre: Campionato del mondo di scacchi 2021,  Dubai

## Scherma
- 3 - 11 aprile: Mondiali cadetti di scherma, Il Cairo,  Egitto
- 3 - 11 aprile: Mondiali juniores di scherma, Il Cairo,  Egitto
- 27 - 31 maggio: Campionati italiani di scherma, Cassino,  Italia
- 24 luglio - 1º agosto: Olimpiadi di scherma, Chiba,  Giappone

## Sci

### Biathlon
- 28 novembre 2020 - 21 marzo: Coppa del Mondo di biathlon 2021
- 9 - 21 febbraio: campionati mondiali di biathlon 2021,  Pokljuka

### Combinata nordica
- 27 novembre 2020- 21 marzo: Coppa del Mondo di combinata nordica 2021

### Salto con gli sci
- 21 novembre 2020 - 28 marzo:Coppa del Mondo di salto con gli sci 2021

### Sci alpino
- 17 ottobre 2020 - 21 marzo:Coppa del Mondo di sci alpino 2021

- 8 - 21 febbraio: campionati mondiali di sci alpino 2021,  Cortina d'Ampezzo

### Sci nordico
- 27 novembre 2020 - 21 marzo:Coppa del Mondo di sci di fondo 2021
- 23 febbraio - 7 marzo: Campionati mondiali di sci nordico 2021

## Skeleton
- 20 novembre 2020 - 12 marzo: Coppa del Mondo di skeleton 2021
- 27 novembre 2020 - 6 febbraio: Coppa Europa di skeleton 2021
- 8 gennaio: Campionati europei di skeleton 2021,  Winterberg
- 16 gennaio - 6 febbraio: Coppa Intercontinentale di skeleton 2021
- 23 gennaio: Campionati mondiali juniores di skeleton 2021,  Sankt Moritz
- 26 gennaio - 15 marzo: Coppa Nordamericana di skeleton 2021
- 6 febbraio: Campionati europei juniores di skeleton 2021,  Schönau am Königssee
- 11 - 13 febbraio: Campionati mondiali di skeleton 2021,  Altenberg

## Slittino
- 28 novembre 2020 - 21 febbraio: Coppa del Mondo di slittino 2021
- 9 - 10 gennaio: Campionati europei di slittino 2021,  Sigulda
- 9 - 10 gennaio: Campionati europei under 23 di slittino 2021,  Sigulda
- 29 - 31 gennaio: Campionati mondiali di slittino 2021,  Schönau am Königssee
- 29 - 31 gennaio: Campionati mondiali under 23 di slittino 2021,  Schönau am Königssee

## Snooker
- 10 - 17 gennaio: The Masters 2021,  Londra
- 17 aprile - 3 maggio: Campionato mondiale di snooker 2021,  Sheffield

## Sport motoristici

### Automobilismo
- 21 gennaio - 14 novembre: Campionato del mondo rally 2021
- 26 febbraio - 15 agosto: Campionato di Formula E 2020-2021
- 27 marzo - 12 dicembre: Campionato FIA di Formula 2 2021
- 28 marzo - 12 dicembre: Campionato mondiale di Formula 1 2021
- 3 aprile - 12 dicembre: Campionato di Extreme E 2021
- 1º maggio - 20 novembre: Campionato del mondo endurance 2021
- 8 maggio - 10 ottobre: TCR Europe Touring Car Series 2021
- 8 maggio - 24 ottobre: Campionato FIA di Formula 3 2021
- 5 giugno - 21 dicembre: WTCR 2021
- 26 giugno - 30 ottobre: W Series 2021
- 23 luglio - 24 ottobre: Campionato del mondo rallycross 2021

### Motociclismo
- 28 marzo – 14 novembre: Motomondiale 2021
- 22 maggio – 17 ottobre: Campionato mondiale Superbike 2021
- 22 maggio – 14 novembre: Campionato mondiale Supersport 2021
- 13 giugno – 5 dicembre: Campionato mondiale di motocross 2021

### Automobilismo e motociclismo
- 2 - 15 gennaio: Rally Dakar 2021,  Arabia Saudita

## Tennis
- 25 novembre - 5 dicembre: Coppa Davis 2020 - Fase finale,  Madrid,  Innsbruck e  Torino

## Vela
- 10 - 17 marzo 2021: America's Cup 2021,  Auckland

## Manifestazioni multisportive
- 23 luglio - 8 agosto: Giochi della XXXII Olimpiade,  Tokyo
- 24 agosto - 5 settembre: XVI Giochi paralimpici estivi,  Tokyo
- 11 - 21 dicembre: XXX Universiade invernale,  Lucerna

### Eventi rinviati
- 17 - 29 agosto: XXXI Universiade,  Chengdu, rinviata al 2022 a causa della pandemia di COVID-19[5]